# Tequila de Lile
Tequila de Lile (née le 27 mars 2007) est une jument alezane du stud-book du Selle français, montée en saut d'obstacles par 
Meredith Michaels-Beerbaum et Markus Beerbaum.

## Histoire

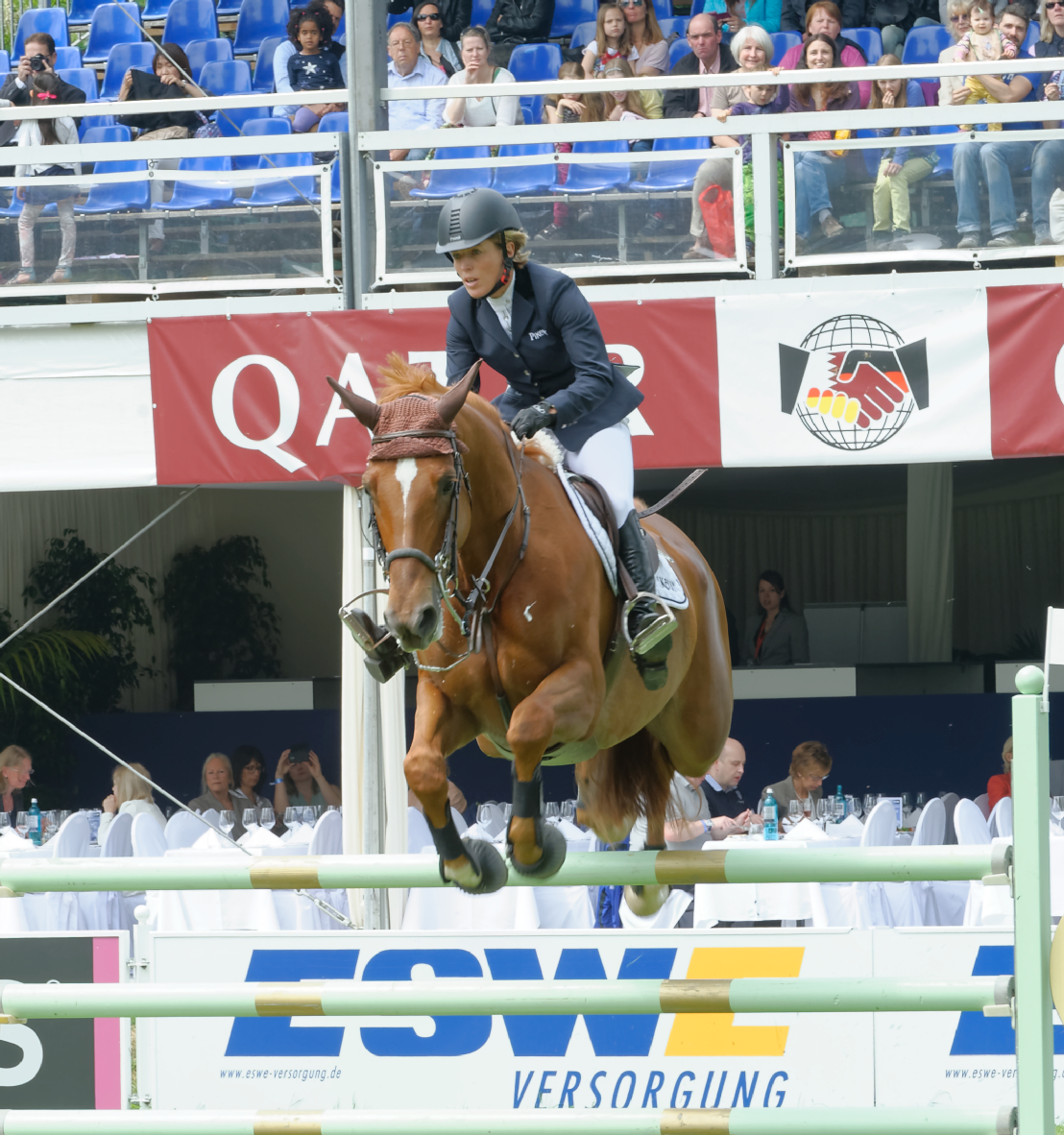
Tequila de Lile montée par Meredith Michaels-Beerbaum à Wiesbaden, en 2015.

Tequila de Lile naît le 27 mars 2007 à l'élevage de Remi Colmon, à Saâcy-sur-Marne, en Seine-et-Marne (France),. Elle est achetée par Ashford Farm en 2014.
Fin janvier 2017, elle remporte l'épreuve à 1,50 m du CSI de Wellington avec Markus Beerbaum.

## Description
Tequila de Lile est une jument de robe alezane, inscrite au stud-book du Selle français. Elle mesure 1,70 m.

## Palmarès
Elle atteint un indice de saut d'obstacles (ISO) de 156 en 2016.

## Origines
Tequila de Lile est une fille de l'étalon Selle français Luccianno et de la jument Selle français Janie du Quesnay, par Etna Paluelle. C'est donc un Selle français sans croisements étrangers (section A). Elle compte 51 % d'origines Pur-sang, 37 % de Selle français et demi-sang, et 8 % d'origines Holsteiner.
| Origines de Tequila de Lile                               | Origines de Tequila de Lile                     | Origines de Tequila de Lile        | Origines de Tequila de Lile |
| --------------------------------------------------------- | ----------------------------------------------- | ---------------------------------- | --------------------------- |
| Père Luccianno 1999 - Selle français Noir pangaré, 1,65 m | Burggraaf 1983 - Holsteiner                     | Landgraf I 1966, Holsteiner        | Ladykiller                  |
| Père Luccianno 1999 - Selle français Noir pangaré, 1,65 m | Burggraaf 1983 - Holsteiner                     | Landgraf I 1966, Holsteiner        | Warthburg                   |
| Père Luccianno 1999 - Selle français Noir pangaré, 1,65 m | Burggraaf 1983 - Holsteiner                     | Loanda 1974, Holsteiner            | Cor de la Bryère            |
| Père Luccianno 1999 - Selle français Noir pangaré, 1,65 m | Burggraaf 1983 - Holsteiner                     | Loanda 1974, Holsteiner            | Urbine                      |
| Père Luccianno 1999 - Selle français Noir pangaré, 1,65 m | Away Pierreville 1988 - ? Selle français        | Almé 1966, Selle français A        | Ibrahim                     |
| Père Luccianno 1999 - Selle français Noir pangaré, 1,65 m | Away Pierreville 1988 - ? Selle français        | Almé 1966, Selle français A        | Girondine                   |
| Père Luccianno 1999 - Selle français Noir pangaré, 1,65 m | Away Pierreville 1988 - ? Selle français        | Sentinelle 1984, Selle français    | Grand Veneur                |
| Père Luccianno 1999 - Selle français Noir pangaré, 1,65 m | Away Pierreville 1988 - ? Selle français        | Sentinelle 1984, Selle français    | Hildegarde B                |
| Mère Janie du Quesnay 1997 - Selle français A Alezan      | Etna Paluelle 1992 - Selle français             | Rosire 1983, Selle français        | Uriel                       |
| Mère Janie du Quesnay 1997 - Selle français A Alezan      | Etna Paluelle 1992 - Selle français             | Rosire 1983, Selle français        | Éolienne                    |
| Mère Janie du Quesnay 1997 - Selle français A Alezan      | Etna Paluelle 1992 - Selle français             | Godwin 1972, Selle français        | Starter                     |
| Mère Janie du Quesnay 1997 - Selle français A Alezan      | Etna Paluelle 1992 - Selle français             | Godwin 1972, Selle français        | Balaika                     |
| Mère Janie du Quesnay 1997 - Selle français A Alezan      | Toinette du Quenay 1985 - 2004 Selle français A | Benroy 1971, Pur-sang              | Double Jump                 |
| Mère Janie du Quesnay 1997 - Selle français A Alezan      | Toinette du Quenay 1985 - 2004 Selle français A | Benroy 1971, Pur-sang              | Joie de vie                 |
| Mère Janie du Quesnay 1997 - Selle français A Alezan      | Toinette du Quenay 1985 - 2004 Selle français A | Natanael II 1979, Selle français A | Tanael                      |
| Mère Janie du Quesnay 1997 - Selle français A Alezan      | Toinette du Quenay 1985 - 2004 Selle français A | Natanael II 1979, Selle français A | Hôtesse                     |